# Anthony Natale
 Anthony Natale est un acteur sourd américain - Canadien, né en 1967 à Saint Catharines d’Ontario, au Canada.

## Filmographie
- 1986 : Les Enfants du silence
- 1995 : Professeur Holland
- 1996 : Jerry Maguire
- 1998 : La Cité des anges
- 2006 : Sexy Movie de Aaron Seltzer
- 2008 : Universal Signs
- 2010 : See What I'm Saying: The Deaf Entertainers Documentary (traduction : Vois ce que je dis: Le documentaire sur les Artistes sourds)
- 2011- 2014 : Switched
- 2017 : Le Musée des Merveilles (Wonderstruck) de Todd Haynes : Dr. Gill
- 2019 : Nancy Drew